# Юлия Ценова
Юлия-Марианна Цветкова Ценова е българска пианистка, композитор и музикален педагог, професор в Националната музикална академия. Автор е на музикално-сценични, симфонични, камерни, хорови творби; детски хорови песни, песни за детски вокални групи; поп-песни; джазови пиеси; музика за куклен театър, телевизионни сериали и др.

## Биография
Родена е на 30 юли 1948 година в София в семейството на фармацевти,  с панагюрски и царибродски корени. Завършва Средно музикално училище „Любомир Пипков“ в София, където изучава клавирно изкуство при доц. Лидия Кутева и хармония (и факултативно композиция) при проф. Евгений Аврамов.
Красимир Кюркчийски записва първата композиция на Юлия Ценова „Неаполитанска песен“ в 3/8 такт, когато тя е още 5-6-годишна, а вече в музикалното училище, след един неин духов квинтет, Кюркчийски я представя на проф. Панчо Владигеров.
От 1970 година Юлия Ценова активно концертира в България и чужбина с камерни, поп-джаз състави и солово в две направления – жанрова и съвременна музика.
Дипломира се в Българската държавна консерватория (днес Национална музикална академия „Проф. Панчо Владигеров“) с две специалности: пиано при проф. Богомил Стършенов (1972) и композиция при проф. Панчо Владигеров (1974). Юлия Ценова е единствената жена, която проф. П. Владигеров е приел за свой студент по композиция. Ценова посещава курсовете по композиция на един от най-значителните музикални творци на Холандия след Втората световна война, проф. Тон де Леув в София (1981) и в Амстердам (Холандия) (1982), а също в Дармщат (Германия). Става преподавател по пиано в катедра „Поп и джаз изкуство“ в НМА, която (вече като професор и декан) ръководи от 1997 година.
В периода 1998-2005 проф. Ценова е първоначално творчески секретар, а впоследствие – председател на Дружеството за нова музика в България (2000-2002), българска секция на International Society for Contemporary Music (ISCM). Член е на управителния съвет на Съюза на българските композитори.
Проф. Ценова има една дъщеря – концертиращата пианистка Кристина Сандулова.
Умира от рак на 11 април 2010 година в София. Урната с праха ѝ е погребана в Софийските централни гробища, на Алеята на културните дейци.

## Творчество
Своето авторско присъствие Юлия Ценова заявява още в средата на 70-те години. Творческите ѝ интереси са разностранни и насочени към различни жанрове и култури. В произведенията ѝ от 90-те години се чувства и източно философско и естетическо влияние. В музикалния ѝ език се претворяват различни съвременни композиционни техники. Нейни пиеси носят национална звукова атмосфера, пропита с хумор, свежест и динамика. Други, като „Водата ме приспива“ (1993), са с мека и гъвкава фактура, отвеждаща към причудливи съновидения и всепроникваща тишина. А творби като „Безкрайният кръг“ (1995) изразяват вечния копнеж по Космоса и звездните висини.
Самата композиторка споделя за вокалните си цикли „Liebe-Zeit-Tod“ (2002) и „Curriculum Vitae“ (2003) по стихове на Ингеборг Бахман: „Поетичното творчество на Ингеборг Бахман е страстно и отчаяно експресивно. То е провокативно, дълбоко и с непредвидими драматични обрати. В нейната позиция за живота неотклонно присъстват страх, смърт, пределна критичност и безизходност от ситуациите. Използвайки съвременни музикални средства аз се опитвам да проникна в неспокойната ѝ душевност и да създавам диалог. Любов... време... смърт... тоталната нощ и нейната всепоглъщаща утроба... Нейното мощно деструктивно внушение, порив и вик, безнадеждно примирение или отчаяние нерядко асоциират у мен и други драматургически решения... Търся отговори или някакво неизказано, несподелено продължение в стиховете ѝ – отвъд нейната болезнено откликваща и много дълбока чувствителност.“
За късните си творби Юлия Ценова, с усет за парадокс, казва: „Моите произведения в последно време третират философски идеи, свързани с най-различни ясни и неясни неща, след което продължава да не е ясно.“

## Признание
Чуждестранната музикална критика определя: „Стилът на Юлия Ценова е широкообхватен, силен, динамичен, много индивидуален и емоционален... Някои от творбите ѝ са вдъхновени от джаза, от индийската и мексиканската музика. Вникването във философски аспекти на различни култури ясно се долавя в нейното творчество.“
За двата ѝ вокални цикли се отбелязва: „Идейният свят на Ингеборг Бахман и нейната философия намират експресивен израз в музиката на българската композиторка Юлия Ценова. Разкриват се тайни страхове и неовладяна паника, натрупани мълчания, размисли и смут, който смущава... Мелодия, звуци и текст се преливат в сцени със завладяващ драматизъм.“
Композиции на Юлия Ценова са представяни на различни форуми, фестивали за съвременна музика и концерти в България, Австрия, Швейцария, Англия, Ирландия, Германия, Франция, Италия, Испания, Холандия, Норвегия, Полша, Чехия, Словакия, Унгария, Румъния, Гърция, Русия, Индия, Австралия, САЩ, Канада и др.

## Награди и отличия
Юлия Ценова има редица награди за хорова, сценична и камерна музика. В последните си години получава:
- „Златно петолиние“ от СБК (2003)
- „Кристална лира“ от СБМТД (2008)
- Златен медал от НМА „Проф. П. Владигеров“ (2008)

През 2002 г. Българска национална телевизия прави документален филм-творчески портрет за Юлия Ценова „Молитва на стената“, сценарий и режисура Вергиния Костадинова.

## Международни номинации
* Международният биографичен център (МБЦ) – Кеймбридж, Англия, включва името и биографията на композиторката в XIV издание на „Кой – кой е“ от февруари-март 1997 г.
* 1996 г. – Международният биографичен център (МБЦ), Кеймбридж, обявява Юлия Ценова за „Жена на годината“, като я включва и в енциклопедията „2000 забележителни личности на XX век“, издание на Кембридж, 1998 г.
* Американският биографичен институт (АБИ) със седалище в Роли, Северна Каролина, включва биографията на Юлия Ценова в VIII издание на своя справочник за изключителни постижения в съвременната музика.
* Името на Юлия Ценова фигурира в „Британската кралска енциклопедия“ (Royal Encyclopedia of Britain) и в немската енциклопедия „Музиката в историята и съвременността“ (Die Musik in Geschichte und Gegenwart).
* Една от най-престижните световни музикални енциклопедии публикува биография и пълен списък на творбите на Юлия Ценова.

## Произведения

### Музикално-сценични творби
Камерна опера-мюзикъл:
- „Изкушение“, едноактна опера-мюзикъл за солисти, смесен камерен хор и оркестър, либр. Павел Герджиков по Елин Пелин (1996)

Детски мюзикъли:
- „В страната на усмивките“, либр. Люба Мънзова (1985)
- „Снимаме филм“, либр. Димитър Димитров (1986)
- „Златната опашка“, либр. Харалампи Харалампиев (1987)
- „Лудориите на Лукчо“ по Джани Родари и Димитър Димитров (1988)
- „Снежица“, либр. Харалампи Харалампиев (1988)
- „Луди-млади“ (фолклорен балаган) по Цанко Церковски, либр. и режисура Мирослав Миндов (1990)

Музика за куклен театър:
- „Тримата снежковци“, по стихове на Юлия Ценова, режисура Снежана Колешанова (1983)
- „Мечето Римчинчи“, по стихове на Юлия Ценова, режисура Снежана Колешанова (1984)
- „Папагалчето Пай“, по стихове на Юлия Ценова, режисура Снежана Колешанова (1985)
- „Кончо“, режисура Рада Александрова (1986)

Музика за мултипликационни филми:
- „Леглото“, либрето и режисура Явор Калъчев (1990)

Музика за телевизионни сериали:
- „Математика, ура!“, либр. Видослава Гъркова, стихове Харалампи Харалампиев (1988)
- „Геометрия, ура!“, либр. Видослава Гъркова, стихове Харалампи Харалампиев (1989)

### Хорово-оркестрови творби
- „Балада за „А““, за мъжки хор и оркестър, по стихове на Христо Черняев (1989)
- „Фреска“ за камерен (народен) дамски хор и оркестър (1994)

### За симфоничен оркестър
- „Симфония с концертантен клавир“ (1974)
- „Движение за оркестър“ (1980)
- „Празнична музика“ (1984)
- „Внушение“ за симфоничен оркестър (без цигулки, виоли и виолончели) с арфа, пиано, синтезатор и електроакустична уредба (2000)
- „Шопски танц“ (2001)

### За струнен оркестър
- „Пиеса“ (1970)

### Камерна музика
- „Духов квинтет“ за флейта, обой, кларинет, фагот и валдхорна (1965)
- „Вариации“ за флейта, цигулка и пиано (1966)
- „Въведение и послание“ за арфа и флейта (1980)
- „Музика за мишките“ за флейта, кларинет и фагот (1985)
- „Музика в антракта“ за пиано, виола, контрабас и магнетофонна лента (1986)
- „Cantus Firmus а due“ за кларинет, маримба и пиано (1987)
- „Водата ме приспива“ за пиано, кларинет, вибрафон и акустични ефекти (1993)
- „Безкрайният кръг“ за струнен квинтет, пиано, флейта и валдхорна (1995)
- „...призовавайки боговете“ за алтова флейта и mexican sistrum, пиано и mexican drum, контрабас и log drum (1996).
- „Разбулване на Изида“ за алтсаксофон, пиано, тромпет и звукова уредба с ехо ефекти (1998)
- „Седмата врата“ за флейта, кларинет, глас и пиано (2001)
- „Temple of the Dancers“ за три флейти (2002)
- „Струнен квартет“ (2003)
- „Драконът отляво“ за соло обой (2004)
- „Musica di Camera“ за виола и контрабас (2006)
- „Amadeus Rondo“ за флейта и пиано (2006)
- „Get The Message“ за карильон (2007)
- „Бумеранг“ за пиано, конги и маримба (2008)
- „The True Meaning“ (джаз) за пиано, перкусия, китара, тромпет и тромбон (2008)
- „Khare“ за елекрически контрабас и перкусия (2008)

- „Послание“ за флейта, кларинет, виола и пиано (2009)

За флейта, виола, арфа и пиано:
- „Концертино“ (1971)
- „Прелюд и фуга“ (1973)
- „Зелена тишина“ (2000)

За виола и пиано:
- „3 фрески с епилог“ (1976)
- „Степ и раг-тайм“ (1981)

За пиано
- „13 вариации“ (1971)
- „Триптих за клавиатура“ (1996)
- „Джаз албум“ (1997)
- „Musica solitudinis“ („Музика на самотата“) (1997)
- „Shopp Dance“ за пиано 4 ръце (1998)
- „4 молитви“ (Молитва за кръста, Молитва за диханието, Молитва за песен и Молитва за слънце) (1999)
- „Метаморфози“ за пиано 4 ръце (2003)
- „Q. F. F. F. S.“ (Quod felix faustum, fortunatum sit) за соло пиано (2007)

### Вокална музика
- „3 индийски песни“ за соло контраалт, по стихове на Кедарнат Агървал (1973)
- „7 песни“ за сопран и щрайхквинтет, по стихове на Анна Каменска (1975)
- „4 песни“ за сопран и клавирен квинтет, по стихове на Дора Габе (1986)
- „Потапяне в полюсите“ за 7 гласа (4+3) (1990)
- „π = 3,14“, за глас и камерен щрайх, обой, фагот, валдхорна, пиано, тимпани, вибрафон, флексатон и гонг, по стихове на Мара Чапанова (1998)
- „Liebe-Zeit-Tod“ (Любов, време, смърт) и „Curriculum Vitae“, за сопран и пиано, по стихове на Ингеборг Бахман (2002/03)
- „Menada“, за глас и контрабас (един изпълнител) (2005)* „Lavarayaha“, за глас и контрабас (един изпълнител) (2005)
- „...that is the question“, по текстове на Николай Майсторов (2005)
- „Reigen“, за сопран и пиано, текст Ингеборг Бахман (2005)

### Хорова музика
За смесен хор:
- „4 песни“, по стихове на Емили Дикинсън (1977)
- „Приспивна песен“, по стихове на Иван Генов (1984)
- „Посока“ балада, по стихове на Михаил Берберов (1985)
- „Родина“ поема, по стихове на Георги Джагаров

За женски камерен хор и соло сопран:
- „Доведи ми“, по стихове на Евтим Евтимов

За женски народен хор:
- „Лебедова песен“, текст Зунка Янкова (1997)
- „Quantum Satis“ (2002)

За детски хор:
- „Чудното хоро“, по стихове на Асен Разцветников
- „Кончета сини“, по стихове на Павел Матев (1985)
- „Събуди се, ясно слънце“, по стихове на Асен Разцветников (1989)
- „Пумпал“, по стихове на Славчо Донков (1990)

За детски вокални групи:
- „Огънче“, стихове Никола Коев
- „Песни за нотите“, стихове Никола Коев
- „Кральо-портальо“, стихове Харалампи Харалампиев
- „Ринги-ринги-рае“, стихове Харалампи Харалампиев
- „Щуротия“, стихове Харалампи Харалампиев
- „Зеленият петел“, стихове Юлия Ценова
- „Колелото на зодиака“ (13 песни за двама артисти и деца), стихове Харалампи Харалампиев
- „Ежедневие“, стихове Юлия Ценова

Поп-песни:
- „Енигма“, стихове Иван Вазов
- „Орфей“ (вокална група), фолк-джаз

Джаз:
- „12 пиеси за пиано“
- „Пет пиеси за пиано“
- „Девет пиеси за пиано“
- „Поли джаз“
- „Така е лесно“ и др.

Audio-CD:
- „Re-acting to Ingeborg Bachmann“. New Essays and Performances. Sung by the soprano Elisabeth Linhart(with CD and DVD) – Würzburg: Königshausen & Neumann (2006) [10]